# صوت خلفي
| نقطة النطق (مخرج حرف) |
| 1. شفوي - شفتاني - أسناني شفوي 2. شفوي لساني 3. نطعي - بين أسناني - أسناني - لثوي - ارتدادي - لثوي غاري - غاري لثوي 4. خلفي - غاري - طبقي - لهوي 5. حلقي 6. حنجري |

الصوت الخلفي (بالإنجليزية: back consonant) هو اسم يُطلَق على جميع الأصوات الساكنة (الصوامت) التي لها مخارج في الحنك الرخو أو أبعد من ذلك، بما في ذلك الطبقية (مثل الكاف والجيم القاهرية) واللهوية (مثل القاف والغين) والغارية (مثل الياء). وإذا استُخدم مصطلح «الصوت الخلفي» لوصف المخرج الرئيسي للصوامت فقد يشمل أيضاً الصوامت الحلقية (مثل الحاء والعين) والحنجرية (مثل الهاء والهمزة) إلى جانب الخلفية.